# George Best Belfast City Airport

i7
i11
i13
Der George Best Belfast City Airport (IATA-Code: BHD, ICAO-Code: EGAC) ist, nach dem Belfast International Airport, der kleinere und stadtnähere der beiden zivilen Flughäfen der nordirischen Hauptstadt Belfast. Der Flughafen liegt etwa fünf Kilometer östlich der Innenstadt auf dem großen Hafengelände. Die Firma Bombardier produziert dort.

## Geschichte
Am 22. Mai 2006 wurde der Belfast City Airport in George Best Belfast City Airport umbenannt. Belfast ehrt damit den 2005 verstorbenen Weltklasse-Fußballspieler George Best, der an diesem Tag seinen 60. Geburtstag gefeiert hätte.

## Fluggesellschaften und Ziele
Der George Best Belfast City Airport verfügt über zahlreiche Verbindungen innerhalb Großbritanniens sowie zu Zielen in Europa.

## Zwischenfälle
- Am 28. November 1989 wurde eine Short 360-100 der britischen Herstellerfirma Short Brothers (Luftfahrzeugkennzeichen G-ROOM), die auf dem Flughafen Belfast Harbour geparkt war, durch eine Bombe der Terrororganisation IRA zerstört. Personen kamen nicht zu Schaden.[4]